# Örök tűz
Az Örök tűz album az Ossian zenekar 2007-ben megjelent tizenötödik stúdióalbuma. Tematikájában a két évvel korábbi A szabadság fantomja album folytatása. Bónusz felvételként a Gyújtópontban lemez címadó dalának újravett változata zárja a korongot. A Fortissimo dalra videóklip készült.

## Dalok
1. Világtalan világ (XXI. század I.)
2. Fortissimo (Teljes erővel)
3. Ösztön-börtön
4. Az elmúlás kertjében
5. Szívvel-lélekkel
6. Trianon
7. Életre-halálra (XXI. század II.)
8. Alkony előtt
9. Egyedül
10. Álarcosbál
11. Szememben a világ vagy
12. Az idő
13. Gyújtópontban (2007-es felvétel)

## Zenekar
- Paksi Endre – ének, vokál
- Rubcsics Richárd – gitár, kórus, vokál
- Wéber Attila – gitár, kórus, vokál
- Erdélyi Krisztián – basszusgitár
- Hornyák Péter – dobok

## Közreműködők
- Küronya Miklós – billentyűs hangszerek, fretless basszusgitár
- Szentesi Mónika, Tóth Ilona, Várhelyi Éva – vonósok
- Nachladal István – vokál, kórus

## Külső hivatkozások
- Az Ossian együttes hivatalos honlapja